# L'amore non mi basta
L'amore non mi basta è un singolo della cantautrice italiana Emma, pubblicato l'11 ottobre 2013 come terzo estratto dal terzo album in studio Schiena.

## Descrizione
Scritto e composto da Daniele Magro e prodotto da Brando, L'amore non mi basta è stato reso disponibile per il download gratuito il 26 marzo 2013 a tutti coloro che avevano preordinato Schiena attraverso l'iTunes Store. Emma ha dichiarato che con questo singolo ha voluto omaggiare Try di Pink: non a caso nel brano le parti di batteria sono state curate da Mylious Johnson, batterista di Pink.
Il testo del brano risulta introspettivo e dedicato ai sentimenti, ed in particolare alla fine contrastata di un amore, una storia in cui la grande passione tra i due protagonisti non basta a coprire le mancanze di un amore che va inesorabilmente spegnendosi.
La canzone mette in mostra la parte più grintosa della cantante salentina viene definito infatti un brano energico e tra i più rock e cattivi musicalmente della sua carriera, con il tutto molto adatto alla personalità artistica della cantante.

Il produttore Brando, in merito alla collaborazione tra l'artista salentina e il giovane cantautore Daniele Magro, ha dichiarato:

## Video musicale
Il 21 ottobre 2013 esce in anteprima su Vevo il videoclip. Girato a Milano e diretto da Luca Tartaglia, che aveva curato anche il video del singolo precedente, Emma ha dichiarato che lo script del video è stato voluto da lei, così come la scelta delle location e abiti.
Nel video appare Emma da sola in una stanza con sguardo sofferto per la fine di un amore forte ormai finito, con degli spezzoni in cui si immerge nuda in una doccia con il trucco scolorito in volto. Nella seconda parte del video si vede la cantante salentina prima camminare in dei corridoi neri con occhiali scuri, come in un backstage prima di un concerto e poi esibirsi con alcuni membri della sua band davanti a degli spettatori, il tutto alternato da scene in cui la cantante cammina da sola in mezzo alla strada. All'interno del videoclip appaiono le figure di Fabrizio Ferraguzzo (che ha lavorato al disco Schiena), il suo attuale bassista Matteo Bassi e il suo batterista Mylious Johnson ed anche la chitarra elettrica della cantante salentina, la stessa presente anche nella locandina ufficiale dello Schiena tour.

## Successo commerciale
Il brano ha debuttato all'undicesima posizione della Top Singoli a fine marzo 2013, ancor prima della sua effettiva pubblicazione. Nel periodo attorno alla sua pubblicazione, L'amore non mi basta è rimasto in classifica per quattro settimane, raggiungendo nell'ultima settimana la 15ª posizione.
Nel dicembre 2013, L'amore non mi basta è stato certificato disco d'oro dalla FIMI per le oltre 15 000 copie vendute in digitale. Nella 44ª settimana del 2014, il singolo è stato certificato anche disco di platino per aver superato la soglia delle 30 000 copie vendute, riconfermandosi anche secondo le nuove soglie applicate da gennaio 2015 con oltre 50 000 copie vendute.

## Classifiche

### Classifiche settimanali
| Classifica (2013) | Posizione massima |
| ----------------- | ----------------- |
| Italia            | 11                |

### Classifiche di fine anno
| Classifica (2013) | Posizione |
| ----------------- | --------- |
| Italia            | 92        |